# NCPE Conquista Agraria
NCPE Conquista Agraria är en ort i Mexiko.   Den ligger i kommunen La Paz och delstaten Baja California Sur, i den västra delen av landet, 1 300 km väster om huvudstaden Mexico City. NCPE Conquista Agraria ligger 63 meter över havet och antalet invånare är 160.
Terrängen runt NCPE Conquista Agraria är platt. Runt NCPE Conquista Agraria är det glesbefolkat, med 20 invånare per kvadratkilometer. NCPE Conquista Agraria är det största samhället i trakten. Omgivningarna runt NCPE Conquista Agraria är i huvudsak ett öppet busklandskap.